# Costarainera
Costarainera ist eine italienische Gemeinde in der Region Ligurien mit 783 Einwohnern (Stand 31. Dezember 2023). Costarainera gehört zur Provinz Imperia und liegt auf 220 Metern Höhe unweit der Rivieraküste, oberhalb des Badeortes San Lorenzo al Mare und unterhalb des Berges Monte Faudo.

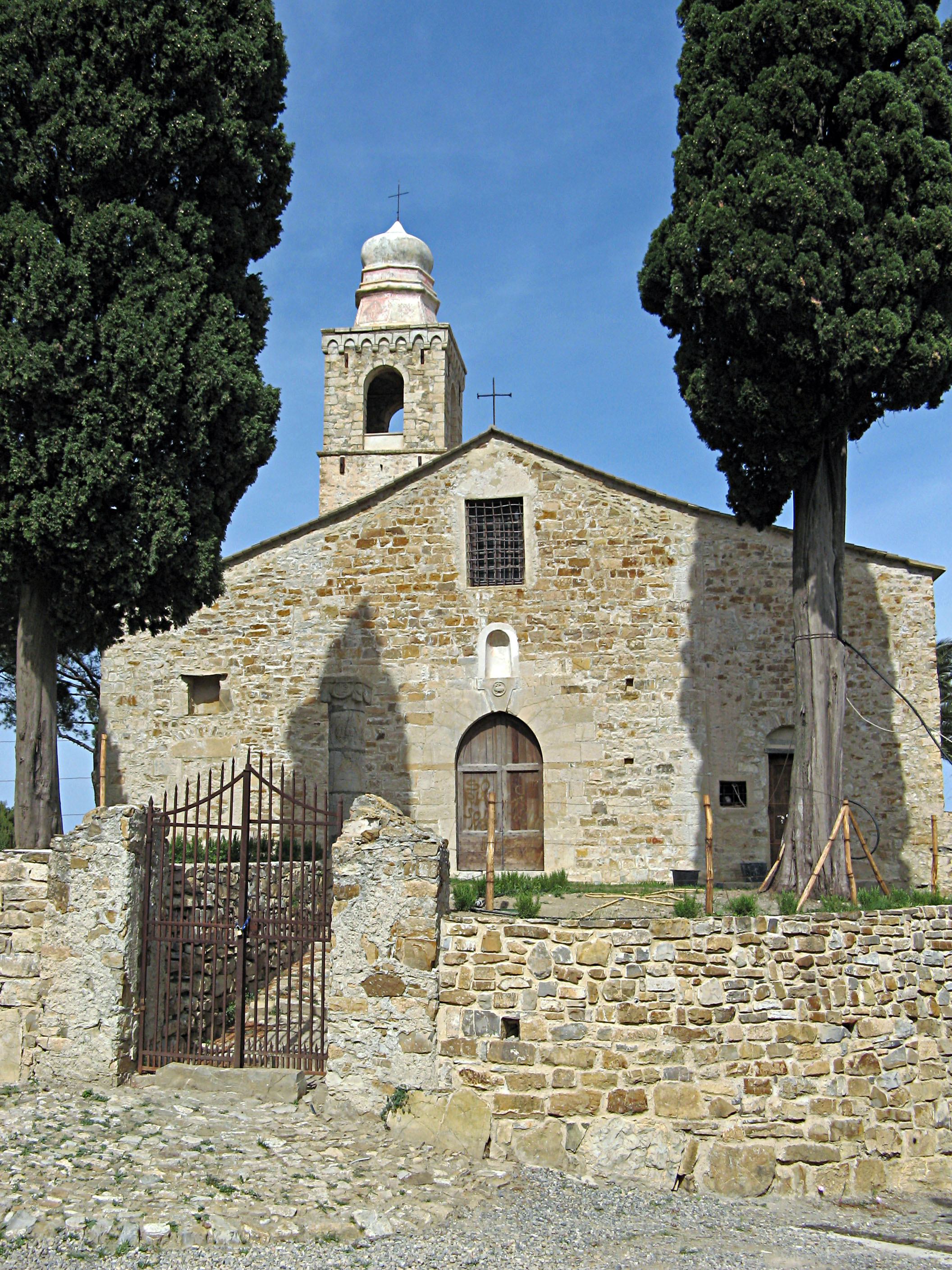
Kirche St. Antonio in Costarainera